# Полман, Эставана
Эставана Полман (нидерл. Estavana Polman, родилась 5 августа 1992 года) — нидерландская гандболистка, выступающая на позиции разыгрывающей за румынский клуб «Рапид» и за женскую сборную Нидерландов; чемпионка мира 2019 года.

## Игровая карьера

### Клубная
Эставана начинала карьеру в нидерландском клубе «Арнем 1899», дебютировав в возрасте 13 лет в игре 10 сентября 2005 года против «Квинтуса» и даже забив гол. Благодаря этому она установила два рекорда как самый юный игрок в истории женского чемпионата Нидерландов и как самый юный автор гола. Однако тренера клуба Артура Лангедейка раскритиковали многие за подобный ход, в том числе и тренер сборной Нидерландов Шорш Реттгер. Дальнейшее обучение проходила в гандбольной академии «Папенхейм».
В составе «Амстердама», куда она перешла в 2010 году она выступала в Кубке ЕГФ 2010/2011. В 2011 году получила приз «Талант года» и второй раз подряд стала лучшей разыгрывающей. Позже выступала за датскую команду второй лиги «Сённерюске», с которой вышла в высшую лигу Дании, а в сезоне 2011/2012 стала лучшим игроком Второй лиги. С лета 2013 года выступает за «Эсбьерг»: в 2016 году выиграла чемпионат Дании, в декабре того же года взяла паузу по причине ухода в декретный отпуск. Вернулась в спорт после рождения дочери в сезоне 2017/2018. В декабре 2017 года взяла кубок Дании, в 2019 году выиграла чемпионат Дании.

### В сборной
Летом 2008 года Эставана дебютировала в сборной Нидерландов до 18 лет на чемпионате мира в Словакии, на котором Нидерланды заняли 9-е место. Полман сыграла против сборной Катара, забив 9 голов; большую часть встреч она пропустила (на турнире победила сборная России, обыгравшая в личной встрече Нидерланды с разницей  10 голов). В июне 2009 года Эстевана Полман и Лойс Аббинг играли в одной связке на чемпионате Европы U-17, на котором Нидерланды заняли 6-е место. Летом 2010 года сыграла на чемпионатах мира U-20 в Южной Корее и U-18 в Доминикане, выиграв бронзовую медаль в Доминикане (в 16 матчах забила 57 голов). В 2011 году Полман стала серебряным призёром чемпионата Европы U-19 (поражение 27:29 от датчанок) и попала в сборную как лучший плеймекер.
Полман сыграла 144 матча за сборную Нидерландов, забив 546 голов: дебют состоялся 22 сентября 2010 года. Участница чемпионатов мира 2011 (15-е место) и 2013 (13-е место). В 2015 году стала серебряным призёром чемпионата мира в Дании, в 2016 году в составе женской сборной Нидерландов сыграла на Олимпийских играх 2016 года (заняла 4-е место) и стала серебряным призёром чемпионата Европы, в 2017 году — бронзовым призёром чемпионата мира, в 2018 году — бронзовым призёром чемпионата Европы. В 2019 году Эставана стала в составе женской сборной Нидерландов чемпионкой мира, которая победила Испанию в финале, и завоевала приз MVP чемпионата мира.
Из-за травмы была вынуждена пропустить чемпионат Европы 2020 года в Дании.

## Личная жизнь
Есть старший брат Тимоти (футболист) и брат-близнец Дарио, также играющий в гандбол. Родители — бывшие профессиональные футболисты. Хобби — игра на гитаре.
В июле 2009 года Эставана и Дарио попали в серьёзную автокатастрофу у Франкфурта-на-Майне: автомобиль, которым управлял их отец, во время сильного ливня, вылетел со скользкой дороги, дважды перевернулся и врезался в защитный барьер. Эставана получила переломы пятого и шестого позвонков и лишь чудом избежала паралича: в течение следующих шести месяцев шла реабилитация, однако Эставана нашла в себе силы вернуться в гандбол.
В августе 2016 года Эстевана начала встречаться с футболистом Рафаэлом ван дер Вартом. 27 декабря 2016 года она объявила, что ждёт ребёнка (на чемпионате Европы 2016 года играла на 12-й неделе беременности). 24 июня 2017 года у Эстеваны и Рафаэла родилась дочь Джесслин.

## Достижения

### Клубные
- Чемпионка Дании[англ.]: 2015/2016, 2018/2019, 2019/2020
- Серебряный призёр чемпионата Дании: 2014/2015

### В сборной
- Чемпионка мира: 2019
- Серебряный призёр чемпионата мира: 2019
- Бронзовый призёр чемпионата мира: 2019
- Серебряный призёр чемпионата Европы: 2016
- Бронзовый призёр чемпионата Европы: 2018

### Личные
- Лучший плеймейкер чемпионата Европы U-19: 2011
- Лучший бомбардир чемпионата Дании: 2012/2013 (138 голов)[2], 2013/2014, 2018/2019
- Лучшая левая защитница чемпионата Дании: 2018/2019
- MVP чемпионата мира: 2019
- Лучшая разыгрывающая чемпионата мира: 2019